# Mbirurume
Der Mbirurume (u. a. auch Birurume) ist der etwa 50 km lange linke Quellfluss des Nyabarongo im Westen von Ruanda. 

## Flusslauf
Das Quellgebiet liegt im Sektor Nkomane im Distrikt Nyamagabe der Südprovinz und im Norden des Nyungwe-Waldes. Von dort fließt der Mbirurume nach Norden in die Westprovinz und anschließend in einem Bogen nach Nordosten und weiter entlang der Grenze zur Südprovinz. Am Zusammenfluss mit dem Mwogo beginnt der Nyabarongo. Das Einzugsgebiet des Mbirurume umfasst eine Fläche von 511 km² und Teile des Nyungwe-Waldes, welcher als Nationalpark und seit 2023 zudem als UNESCO-Weltnaturerbe ausgewiesen ist.